# Juan 14

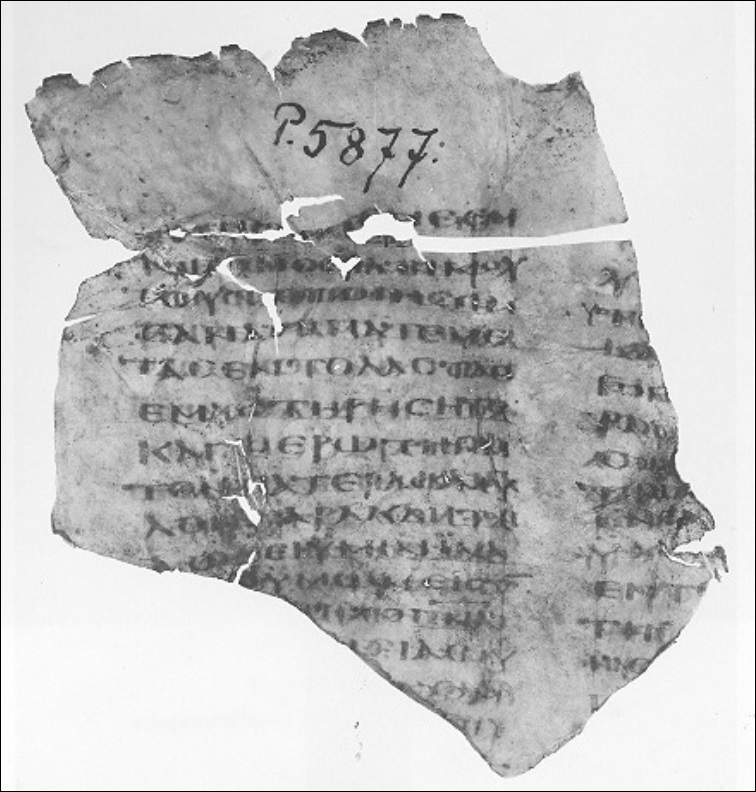
Juan 14 (Versículos 14-17, 19-21) en Uncial 060, escrito hacia el siglo VI.

Juan 14 es el decimocuarto capítulo del Evangelio de Juan en el Nuevo Testamento de la Cristiana. Continúa las discusiones de Jesús con sus discípulos en previsión de la su muerte y registra el don prometido del Espíritu Santo. Jesús habla individualmente con Tomás, Felipe y Judas (no el Iscariote); a lo largo de este capítulo, el propósito de Jesús es fortalecer la fe de los apóstoles. Los cristianos creen tradicionalmente que Juan compuso este Evangelio.

## Texto
El texto original fue escrito en griego koiné. Este capítulo está dividido en 31 Versículos. Algunos manuscritos tempranos que contienen el texto de este capítulo son: 
- Papiro 75 (175-225 d. C.)
- Papiro 66 (~200)
- Codex Vaticanus (325-350)
- Codex Sinaiticus (330-360)
- Codex Bezae (~400)
- Codex Alexandrinus (400-440)
- Codex Ephraemi Rescriptus (~450; existen los Versículos 1-7)

## Lugares
Todos los acontecimientos registrados en este capítulo y en los siguientes hasta Juan 17 tuvieron lugar en Jerusalén. No se especifica el lugar concreto, pero Juan 18:1 afirma que después, «Jesús se fue con sus discípulos y cruzó el valle de Cedrón».

## La partida de Jesús y su regreso
El capítulo 14 continúa, sin interrupción, el diálogo de Jesús con sus discípulos sobre su próxima partida. H. W. Watkins describe la ruptura del capítulo como «desafortunada, ya que rompe la estrecha conexión entre estas palabras y las inmediatamente anteriores (Juan 13)», aunque Alfred Plummer, en la Cambridge Bible for Schools and Colleges, identifica Juan 14 como la apertura del «último gran discurso», que continúa hasta el capítulo 17.
Jesús dice: «No dejes que tu “corazón” (en griego ὑμῶν ἡ καρδία, “hymōn hē kardia” - singular en griego, en la Biblia de Wycliffe y en la American Standard Version) - ser turbado» (Juan 14:1), palabras que se repiten en Juan 14:27. Muchas traducciones inglesas de la biblia tienen el plural, corazones (por ejemplo Biblia de Jerusalén). El Códice D y algunas otras versiones introducen en el texto καὶ εϊπεν τοῖς μαθηταῖς αὐτοῦ (y dijo a sus discípulos), pero el Gnomon de Bengel dice que «la masa de las autoridades está en contra [de esto]».
Versículo 1b dice:
... creéis en Dios, creed también en Mí. (Nueva Biblia del rey Jacobo)
Agustín de Hipona trata el texto como «creed en Dios, creed también en mí», y Bengel argumenta que ambas cláusulas son imperativas, mientras que la redacción de la Vulgata, al igual que la Nueva Biblia del rey Jacobo, trata la primera afirmación como indicativa ("tú crees. ..«) y construye la segunda (»[por tanto], cree también ...") sobre ella. Heinrich Meyer enumera a Erasmo, Lutero (en su “Exposición”),  Castalio, Beza, Calvino, Arecio, Juan de Maldonado, Hugo Grocio, y varios otros» como escritores que utilizaron este último enfoque.
El propósito de la partida de Jesús es «ir a preparar un lugar para [sus discípulos]. Y si me voy y os preparo un lugar, vendré otra vez y os recibiré yo mismo; para que donde yo esté, estéis también vosotros» (Juan 14:2-3). Juan 14:2 comienza, en muchas traducciones inglesas, con la afirmación «Hay muchas habitaciones en la casa de mi Padre», pero la alternativa, si no fuera así, se presenta de varias maneras:
si no fuera así, os lo habría dicho. (por ejemplo, Nueva Versión Reina Valera, Biblia de Ginebra)
si no fuera así, ¿os habría dicho que os voy a preparar un lugar? (p.ej. Versión Estándar Inglesa (ESV))
Esta última lectura no se apoya en ningún texto anterior en el que Jesús hubiera dicho que iba a preparar un lugar.
El en griego μοναὶ (monai) se traduce como «habitaciones» en la ESV, «mansiones» en la King James Version, «mansiones de bienaventuranza» en los comentarios del arzobispo irlandés John McEvilly, y «moradas» en la New Revised Standard Version. El Textus Receptus presenta la intención de Jesús de preparar un lugar para Sus discípulos como una frase separada del punto sobre la disponibilidad de muchas habitaciones, mientras que, en otras versiones, la promesa de que se preparará un lugar está directamente vinculada a la enseñanza de que hay muchas habitaciones en la casa del Padre.
El movimiento Rastafari extrae su término paraguas «Mansiones de Rastafari» del Versículo 2, refiriéndose a los diversos grupos dentro del movimiento. Agustín de Hipona y Tomás de Aquino argumentan a partir de la referencia a «muchas mansiones» que las mansiones varían en tipo y por lo tanto reflejan «diferentes grados de recompensas»:
En toda ciudad bien ordenada hay una distinción de mansiones. Ahora bien, el reino celestial se compara con una ciudad (Apocalipsis 21:2). Por tanto, debemos distinguir allí varias mansiones según los diversos grados de Bienaventuranza.
Versículo 3 se basa en esta partida y preparación, cuando Jesús continúa:
Vendré otra vez y os recibiré a mí mismo; para que donde yo esté, estéis también vosotros. (Nueva Versión Reina Valera)
Las palabras vendré otra vez están en tiempo presente, y deberían traducirse literalmente, vendré otra vez. Watkins señala que «esta cláusula se ha explicado de diversas maneras: de la resurrección; de la muerte de los discípulos individuales; de la presencia espiritual de nuestro Señor en la Iglesia; [o] de la venida de nuevo del Señor en la Parusía del último día, cuando todos los que crean en Él serán recibidos en Sí mismo», pero prefiere leerlos como referidos a la presencia espiritual constante de Jesús en medio de sus discípulos.

### Comentario
El anuncio de las negaciones de Pedro parece haber entristecido a los discípulos. Ante esto, Jesús los consuela afirmando que se va para prepararles una morada en el cielo, asegurando que, a pesar de sus debilidades y caídas, perseverarán hasta el final. Inspirada en las palabras del versículo 2, Teresa de Ávila escribió su famosa obra Las moradas, en la que describe el camino espiritual hacia la unión con Dios, basándose en la idea de que cada alma tiene un lugar reservado en la eternidad considerando

el alma como un castillo todo de un diamante o muy claro cristal, adonde hay muchos aposentos, así como en el cielo hay muchas moradas. Que si bien lo consideramos, hermanas, no es otra cosa el alma del justo sino un paraíso adonde dice Él tiene sus deleites. Pues ¿qué tal os parece que será el aposento adonde un Rey tan poderoso, tan sabio, tan limpio, tan lleno de todos los bienes se deleita?.

Y más adelante añadirá: «La puerta para entrar en este castillo es la oración»

## El Camino, la Verdad y la Vida
.

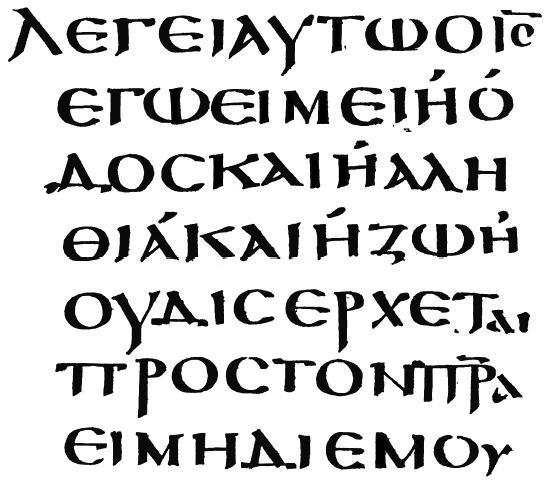
Texto de Juan 14:6 en el Codex Petropolitanus Purpureus

«Via, Veritas, Vita» en el escudo de armas de Arad (Rumania).

En la primera de las tres conversaciones individualizadas de este capítulo, Jesús habla con Tomás.
Tomás le dijo: «Señor, no sabemos adónde vas, y ¿cómo podemos saber el camino?»
Plummer señala que estaban en Jerusalén, «la ciudad real del Mesías conquistador», por lo que los discípulos pueden haber pensado que estaban en el lugar donde Jesús estaría «para restaurar el reino a Israel».

### Versículo 6
Jesús le dijo: «Yo soy el camino, la verdad y la vida. Nadie viene al Padre sino por Mí"“”
La frase «El Camino» también se encuentra en Hechos 9:2 y Hechos 19:23 como término para describir el iglesia primitiva. El pronombre es enfático: implica «yo y ningún otro». El texto griego también incluye καὶ (kai, «y») antes de ἡ ἀλήθεια, (hē alētheia, «la verdad»), una preferencia señalada por Plummer y la Revised Standard Version.

### Versículo 7
[Jesús dijo a Tomás:] «Si me hubieras conocido, también habrías conocido a mi Padre; y desde ahora le conoces y le has visto».
Las palabras traducidas como «conocer» o «conocido» en el versículo 7 son ἐγνώκειτέ (egnōkate) y γινώσκετε (ginōskete) en la primera y tercera ocurrencias, procedentes del verbo en griego: γινώσκω, (ginóskó, llegar a conocer, reconocer, percibir) mientras que la segunda ocurrencia traduce el en griego: ᾔδειτε (ēdeite), procedente del en griego: εἰδῶ (eidó: ser consciente, contemplar, considerar, percibir), aunque el Textus Receptus tiene palabras derivadas de γινώσκω en los tres casos. Ellicott explica que las palabras «no son idénticas en significado. La primera significa conocer por observación, la segunda conocer por reflexión. Es la diferencia entre connaître y savoir [en francés]; entre kennen («ken, k(e)now»), y wissen («ingenio, sabiduría») [en alemán]». El significado puede expresarse más exactamente como, “Si me hubierais reconocido, también habríais conocido a mi Padre”.
Felipe, que había dicho a Natanael en Juan 1:46, «Ven y véase», retoma el diálogo de Tomás:
Señor, muéstranos al Padre, y nos basta. (Juan 14:8).
Todavía quiere ver una revelación más, pensando que Jesús aún tiene que mostrarles una véase de Dios que todavía no se ha hecho visible. Jesús comenta que ha estado con sus discípulos (en griego: ὑμῶν, hymōn - plural) durante «tanto tiempo» (Juan 14: 9) - Felipe fue uno de los primeros discípulos en seguir a Jesús - «y todavía vosotros (“singular”) no me habéis conocido».
Jesús habla primero a Felipe, a solas: «¿No crees...?». (οὐ πιστεύεις, ou pisteueis - singular) y luego a los once como grupo, «Creedme ...» (πιστεύετέ, pisteuete - plural). Plummer explica que «el inglés oblitera el hecho de que Cristo se aparta ahora de S. Felipe y se dirige a todos los once»:
Creedme que yo estoy en el Padre, y el Padre en mí; o bien creedme por las mismas obras (Juan 14:11).
Juan se ha referido anteriormente a las obras de Jesús como Su testimonio y señal de Su autoridad (Juan 5:36 y Juan 10:25) pero Jesús añade aquí:
El que cree en mí, las obras que yo hago, él también las hará; y mayores que éstas hará, porque yo voy al Padre (Juan 14:12).
El teólogo luterano Harold Buls sugiere que las «obras mayores» implican «enviar el mensaje de la vida eterna a raudales» a los gentiles, siendo el mensaje que Jesús solo había dado a los judíos.

### Comentarios
La muerte de Jesús va a ser el tránsito hacia el Padre, con quien es uno por ser Dios. Los Apóstoles no entendían con profundidad lo que Jesús les estaba enseñando; de ahí la pregunta de Tomás (v. 5). El Señor explica que Él es el camino hacia el Padre. 

Era necesario decirles: Yo soy el Camino, para demostrarles que en realidad sabían lo que les parecía ignorar, porque le conocían a Él.

Cuando Jesús afirma: Yo soy el Camino, la Verdad y la Vida, su respuesta va más allá de la pregunta de Tomás. Ser la Verdad y la Vida es propio del Hijo de Dios encarnado, de quien Juan dice en su prólogo que está "lleno de gracia y de verdad". Jesús es la «Verdad» porque su llegada al mundo revela la fidelidad de Dios y muestra quién es realmente, así como la forma correcta de adorarlo "en espíritu y en verdad". Es la «Vida» porque posee la vida divina junto al Padre desde la eternidad y nos permite participar de esa vida por medio de la gracia. Por ello, el evangelio declara: "Ésta es la vida eterna: que te conozcan a Ti, el único Dios verdadero, y a Jesucristo, a quien Tú has enviado". Con su respuesta, Jesús indica que Él es el camino hacia esa vida eterna.

¿Por dónde quieres ir? Yo soy el Camino. ¿Adónde quieres ir? Yo soy la Verdad. ¿Dónde quieres permanecer? Yo soy la Vida. Todo hombre alcanza a comprender la Verdad y la Vida; pero no todos encuentran el Camino. Los sabios del mundo comprenden que Dios es vida eterna y verdad cognoscible; pero el Verbo de Dios, que es Verdad y Vida junto al Padre, se ha hecho Camino asumiendo la naturaleza humana. Camina contemplando su humildad y llegarás hasta Dios.

Si buscas, pues, por dónde has de ir, acoge en ti a Cristo, porque Él es el camino (…). Es mejor andar por el camino, aunque sea cojeando, que caminar rápidamente fuera del camino. Porque el que va cojeando por el camino, aunque adelante poco, se va acercando al término; pero el que anda fuera del camino, cuanto más corre, tanto más se va alejando del término.

El versículo 9 es de una intensidad deslumbrante. Conocer a Cristo es conocer a Dios. Jesús es el rostro de Dios: 

Toda la vida de Cristo es Revelación del Padre: sus palabras y sus obras, sus silencios y sus sufrimientos, su manera de ser y de hablar. Jesús puede decir: “Quien me ve a mí, ve al Padre”, y el Padre: “Éste es mi Hijo amado; escuchadle”. Nuestro Señor, al haberse hecho hombre para cumplir la voluntad del Padre, nos “manifestó el amor que nos tiene” con los menores rasgos de sus misterios.

Antes de su partida, el Señor promete a los Apóstoles que les otorgará sus poderes, para que a través de ellos se manifieste la salvación de Dios. Las obras que realizarán incluyen milagros en el nombre de Jesucristo y, sobre todo, la conversión y santificación de los hombres mediante la predicación y los sacramentos. Estas obras son "mayores" que las de Jesús, ya que, a través de los Apóstoles, el Evangelio se extendió más allá de Palestina, alcanzando el mundo entero. Jesús, como intercesor en el Cielo, promete que todo lo que pidamos en su nombre será hecho. Pedir en su nombre implica confiar en su poder y misericordia, y solicitar lo que es beneficioso para nuestra salvación. Si no concede lo solicitado, es porque no conviene para nuestro bien espiritual, demostrando así su rol de Salvador tanto al conceder como al negar.

## Oración (14:12-14)
Jesús hace «grandes promesas en favor de la oración. El versículo 13 afirma,
Todo lo que pidáis en mi nombre, eso haré, para que el Padre sea glorificado en el Hijo
y el Versículo 14 lo repite parcialmente:
Si me pedís algo en mi nombre, yo lo haré.
El monje bizantino y comentarista bíblico Euthymios Zigabenos afirma que «la promesa se repite... para confirmación». Buls señala que ambos Versículos (13 y 14) «implican claramente que los creyentes tendrán muchas necesidades», y que el compromiso de Jesús de hacer lo que se le pida y se le pida en su nombre «da como resultado -y tiene como finalidad- vestir al Padre de esplendor».

## Versículos 15-27: el Paráclito
Y yo rogaré al Padre, y os dará otro Paráclito que esté con vosotros todos los días..
Jesús es el primer abogado o paráclito. El texto en griego se refiere a αλλον παρακλητον (allon parakleton, otro abogado). La Biblia Amplificada enumera Helper, Comforter, Advocate, Intercessor-Counselor, Strengthener, y Standby como posibles traducciones. La Common English Bible ofrece «compañero». La Biblia de Jerusalén opta por «defensor», pero señala que «es difícil elegir entre los posibles significados». Buls sugiere que «pediré» denota una petición que hace un igual a otro igual.
Pero el Consolador, el Espíritu Santo, a quien el Padre enviará en mi nombre, él os enseñará todas las cosas, y os recordará todo lo que yo os he dicho.

### Comentarios
Jesús les anuncia a los Apóstoles que, después de su resurrección, enviará al Espíritu Santo, quien los guiará y les permitirá recordar y comprender todo lo que Él les había enseñado. De esta manera, el Espíritu Santo se presenta como una Persona divina en relación con el Padre y con Jesús. Este anuncio anticipa el misterio de la Santísima Trinidad, que será revelado por completo cuando la promesa se cumpla. Además, Jesús enfatiza que el verdadero amor debe demostrarse a través de obras.
- «Esto es en verdad el amor: obedecer y creer al que se ama»[46]

Jesús nos enseña que el verdadero amor a Dios debe reflejarse en una vida de entrega generosa y en la obediencia fiel a su voluntad: quien guarda sus mandamientos es quien realmente le ama. El término "Paráclito" significa "aquel que está junto a uno" para acompañar, consolar, proteger o defender, por lo que se traduce como "Consolador" o "Abogado". Jesús se refiere al Espíritu Santo como "otro Paráclito", porque Él mismo es nuestro Abogado y Mediador ante el Padre. El Espíritu Santo será enviado a los discípulos tras la ascensión de Jesús, para acompañarlos y defenderlos en su misión en la tierra. El Paráclito actúa como Consolador mientras atravesamos dificultades y enfrentamos la tentación de la tristeza en este mundo.

Por grandes que sean nuestras limitaciones, los hombres podemos mirar con confianza a los cielos y sentirnos llenos de alegría: Dios nos ama y nos libra de nuestros pecados. La presencia y la acción del Espíritu Santo en la Iglesia son la prenda y la anticipación de la felicidad eterna, de esa alegría y de esa paz que Dios nos depara.

Los Apóstoles se sorprenden porque interpretan las palabras de Jesús como una manifestación exclusiva para ellos, mientras que los judíos creían que el Mesías se revelaría a todo el mundo como Rey y Salvador. Jesús, en su respuesta, parece esquivar la pregunta, pero en realidad explica que su manifestación está reservada para quienes lo aman y cumplen sus mandamientos. Dios ya se había manifestado en el Antiguo Testamento, prometiendo su presencia entre su pueblo. b Sin embargo, aquí Jesús habla de una presencia personal en cada creyente. Pablo alude a esta presencia cuando dice que somos templos del Espíritu Santo. La certeza de la inhabitación de la Trinidad en el alma ha sido una fuente de consuelo para muchos santos. La Beata Isabel de la Trinidad lo describió como el "hermoso sueño" que iluminó su vida, convirtiéndola en un "paraíso anticipado". Josemaría Escrivá, reflexionando sobre esta presencia divina en el alma renovada por la gracia, también se inspiró profundamente en esta verdad.

El corazón necesita, entonces, distinguir y adorar a cada una de las Personas divinas. De algún modo, es un descubrimiento, el que realiza el alma en la vida sobrenatural, como los de una criaturica que va abriendo los ojos a la existencia. Y se entretiene amorosamente con el Padre y con el Hijo y con el Espíritu Santo; y se somete fácilmente a la actividad del Paráclito vivificador, que se nos entrega sin merecerlo: ¡los dones y las virtudes sobrenaturales!.

El término que traducimos como "recordar" también implica la idea de "sugerir". El Espíritu Santo no solo ayudará a los Apóstoles a recordar lo que Jesús les había enseñado, sino que les permitirá comprenderlo con una nueva perspectiva, revelando la profundidad y riqueza de lo que vivieron y aprendieron. De esta forma, el Espíritu les orientará hacia una comprensión más profunda de las enseñanzas de Cristo, capacitándolos para transmitirlas de manera más completa y clara. Así

los Apóstoles comunicaron a sus oyentes los dichos y los hechos de Jesús con aquella mayor comprensión que les daban los acontecimientos gloriosos de Cristo y la enseñanza del Espíritu de la Verdad.

Teofilacto lo refiere de la siguiente manera:

En efecto, el Espíritu Santo enseñó y recordó: enseñó todo aquello que Cristo no había dicho por superar nuestras fuerzas, y recordó lo que el Señor había enseñado y que, bien por la oscuridad de las cosas, bien por la torpeza de su entendimiento, ellos no habían podido conservar en la memoria.

Con el don del Espíritu Santo, recibimos la paz, que representa la reconciliación con Dios y con los demás. Esta paz, ofrecida por Jesús, supera la paz mundana, que puede ser superficial y compatible con la injusticia. La paz de Cristo es una verdadera reconciliación con Dios y con los hombres, siendo uno de los frutos del Espíritu Santo. Cuando Jesús menciona que el Padre es mayor que Él, se refiere a su humanidad; en su naturaleza humana, Jesús será glorificado al ascender a la derecha del Padre. Según la divinidad, Jesús es igual al Padre, pero menor según su humanidad (Símbolo Atanasiano). El "mundo" se refiere a aquellos que rechazan a Cristo, y el príncipe de este mundo es el demonio. El demonio se opone a Jesús desde el inicio de su ministerio y vuelve a atacar durante la pasión para obtener una victoria momentánea. Este es el momento del poder de las tinieblas, donde, usando al traidor, el demonio logra que Jesús sea arrestado y crucificado.

## Final del capítulo (14:28-31)
Al final del capítulo (Versículos 28-31), Jesús repite que se va, pero que volverá. Este pasaje pone fin al discurso de Jesús con sus discípulos más cercanos:
Ya no hablaré mucho con vosotros (Jn 14,30a)
ya que ahora su vida se dirige únicamente a la tarea de obedecer a su Padre (Jn 14,31a-c).
Preparándose para salir de la habitación superior, dice a sus discípulos:
'Levantaos, vámonos de aquí (Juan 14:31d).
Su partida enlaza lógicamente con las palabras iniciales del capítulo 18, Habiendo dicho Jesús estas palabras, salió con sus discípulos por el arroyo Cedrón, donde había un huerto, en el cual entraron él y sus discípulos. Esta conexión ha llevado a algunos comentaristas a suponer que los capítulos 15-17 representan el discurso de Jesús «mientras iban de camino al monte de los Olivos», o «que se levantan de la mesa y se disponen a partir, pero que el contenido de los tres capítulos siguientes se pronuncia antes de que salgan de la habitación». En Marcos 14:42 y Mateo 26:46, las mismas palabras “levantaos, vámonos” (en griego: εγειρεσθε αγωμεν) aparecen dentro de la narración de Getsemaní ambientada más tarde dentro de la representación que esos evangelios hacen de la pasión.